# Espectroscopia Raman

Diagrama de nivel de energía mostrando los estados implicados en la señal de Raman. El grosor de la línea es proporcional a la fuerza de la señal de las diferentes transiciones (Raman).

La espectroscopia Raman (llamada así por C.V. Raman) es una técnica espectroscópica usada en química y física de la materia condensada para estudiar modos de baja frecuencia como los vibratorios, rotatorios, y otros. Se basa en los fenómenos de dispersión inelástica, o dispersión Raman, de la luz monocromática, generalmente de un láser en el rango de luz visible, el infrarrojo cercano, o el rango ultravioleta cercano. La luz láser interactúa con fonones u otras excitaciones en el sistema, provocando que la energía de los fotones del láser experimente un desplazamiento hacia arriba o hacia abajo. El desplazamiento en energía da información sobre los modos vibracionales en el sistema. La espectroscopia infrarroja proporciona una información similar, pero complementaria.
Generalmente, una muestra se ilumina con un rayo láser. La luz del punto iluminado es recogida con un lente y es enviada a un monocromador. Debido a la dispersión elástica de Rayleigh, las longitudes de onda cercanas a la línea del láser son filtradas, mientras que el resto de la luz recogida es dispersada sobre un detector.
La dispersión Raman espontánea es típicamente muy débil, y como resultado la principal dificultad de la espectroscopia Raman está en separar la débil inelásticamente dispersada luz, de la intensa luz láser dispersada de Rayleigh. Históricamente, los espectrómetros de Raman usaban rejillas difractoras holográficas y múltiples etapas de dispersión para alcanzar un alto grado de rechazo del láser. En el pasado, los fotomultiplicadores era los detectores elegidos para las configuraciones de dispersores Raman, lo que resultaba en largos tiempos de adquisición. Sin embargo, la instrumentación moderna casi universalmente emplea filtros notch o de detector de bordes para el rechazo del láser y los espectrógrafos (como Czerny-Turner, echelle o basados en FT) y los detectores de CCD.
Hay un número de tipos avanzados de espectroscopia Raman, incluyendo la superficie realzada Raman, punta realzada Raman, Raman polarizado, Raman estimulado (análogo a la emisión estimulada), transmisión Raman, espacial compensado Raman, y la hiper-Raman.

## Teoría básica
El efecto de Raman se debe a la incidencia de un fotón sobre una molécula y la consecuente interacción con la nube de electrones de los enlaces de esta, excitando la molécula a un estado virtual. En el efecto Raman espontáneo, la molécula se excita desde el estado fundamental a otro estado de energía virtual, y la posterior relajación a un estado vibracional excitado genera la llamada dispersión Raman Stokes. En caso de que la molécula estuviera en un estado vibracional excitado, la dispersión Raman se denomina dispersión Raman anti-Stokes.
Para exhibir el efecto Raman, la molécula requiere un cambio en el potencial molecular de polarización o cantidad de deformación de la nube electrónica con la coordenada vibracional. En vista de que el desplazamiento Raman es igual al nivel vibratorio que está implicado, la cantidad del cambio de polarizabilidad determinará la intensidad de dispersión Raman, por lo que el patrón de frecuencias de desplazamiento está determinado por estados vibracionales y rotacionales típicos de la muestra bajo estudio.

## Historia
Aunque la dispersión inelástica de la luz fue predicha por Adolf Smekal en 1923, no fue hasta 1928 cuando fue observada empíricamente. El efecto Raman fue nombrado de esta manera por sus descubridores, el científico indio Sir C. V. Raman que observó el efecto en la luz solar. (1928, junto a K. S. Krishnan e independientemente por Grigory Landsberg y Leonid Mandelstam). Raman, gana el premio Nobel de Física en 1930 por su descubrimiento, utilizando la luz solar, una tira angosta de filtro fotográfico para generar la luz monocromática y un filtro "cruzado" para bloquear esta luz monocromática. Encontró que aquella luz cambiaba la frecuencia al pasar a través del filtro "cruzado". Luego, la teoría sistematizada del efecto Raman fue desarrollada por el físico checo George Placzek entre 1930 y 1934. Luego, la luz del arco de mercurio fue usada como fuente principal de luz primero detectándola fotográficamente y luego espectrofotométricamente. En el presente, la fuente de luz la constituyen los láser. 

## Espectro de Raman
El espectro de Raman es normalmente expresado en número de ondas, que tiene unidades de longitud recíproca. Si queremos convertir entre longitud de onda del espectro y número de ondas de desplazamiento en el espectro Raman, podemos utilizar la siguiente fórmula:
{\displaystyle \Delta w=\left({\frac {1}{\lambda _{0}}}-{\frac {1}{\lambda _{1}}}\right)\ ,}
Donde {\displaystyle \Delta w} es el desplazamiento de Raman expresado en número de ondas, λ0 es la longitud de onda de excitación y λ1 es la longitud de onda del espectro de Raman. Usualmente, las unidades elegidas para expresar el número de ondas en el espectro de Raman es el centímetro recíproco (cm−1). Pero como la longitud de onda se expresa normalmente en nanómetros (nm), la fórmula anterior se puede reescribir para convertir explícitamente esas unidades, dando:
{\displaystyle \Delta w({\text{cm}}^{-1})=\left({\frac {1}{\lambda _{0}({\text{nm}})}}-{\frac {1}{\lambda _{1}({\text{nm}})}}\right)\times 10^{7}{\frac {({\text{nm}})}{({\text{cm}})}},}